# Шторм (игра)
«Шторм» — компьютерная игра, разработанная в России, в Санкт-Петербурге компанией Madia Entertainment. Игра вышла в 2001 году. На Западе игра была издана в том же году под названием Echelon (с англ. — «Эшелон»).

## Сюжет

Скриншот из игры

По сюжету игры решается судьба всей Галактической Федерации. Агрессоры с планеты Велиан, располагая новым оружием, которое делает их практически непобедимыми, пытаются разрушить Федерацию и захватить все её колонии. Велианцы безжалостны к тем, кто пытается встать у них на пути. Они хладнокровно выжигают целые планеты, если те оказывают сопротивление.
Игроку предстоит пройти путь от кадета Учебного центра ВВС Федерации, до одного из лучших асов ВВС, которому поручаются самые сложные задания.
Игра представляет собой смесь экшна и симулятора, насыщенный сюжет игры создаёт целый новый игровой мир. Действие игры происходит на планете Рокада IV — одной из планет, недавно колонизированой Федерацией. Поле боя в игре — огромный континент, пересечь который можно только за 7 часов полёта. Сюжет разворачивается в нелинейной кампании состоящей из 25 миссий. В игре задействованы 50 видов воздушных, наземных и морских боевых единиц, более 150 видов наземных, воздушных и наводных объектов. Несколько многопользовательских режимов, включая deathmatch, team deathmatch и capture the flag поддерживают до 48 игроков.
Руководство к игре написано Дмитрием Пучковым.

## Продолжение игры
В 2002 году вышло продолжение игры Шторм: Солдаты неба (на Западе игра известна как Echelon: Wind Warriors).
В 2005 году по мотивам вселенной «Шторм» была выпущена игра Велиан (на Западе игра известна как Operation: Matriarchy).

## Рецензии и награды
| Сводный рейтинг       | Сводный рейтинг |
| Агрегатор             | Оценка          |
| --------------------- | --------------- |
| GameRankings          | 73,02 %         |
| Metacritic            | 70/100          |
| Иноязычные издания    |                 |
| Издание               | Оценка          |
| 1UP.com               | B-              |
| CGW                   | [ 5 ]           |
| Eurogamer             | 7/10            |
| GameSpot              | 7,0/10          |
| IGN                   | 7,2/10          |
| Русскоязычные издания |                 |
| Издание               | Оценка          |
| Absolute Games        | 90/100          |
| Game.EXE              | 4,5/5           |

Диплом Седьмого международного фестиваля компьютерной графики и анимации, игра «Шторм» победила в номинации «Перспективная разработка», 1999.
Editor Choice award (выбор редакции) по версии журнала «PC Gamer» за август 2001 года.
Игра месяца по версии компании Matrox.
Третье место в номинации «Sci-Fi Simulation Game of the Year» по версии сайта GameSpot в 2001 году (Echelon).